# Tie Domi
Tahir "Tie" Domi, född 1 november 1969 i Windsor, Ontario, är en kanadensisk före detta professionell ishockeyspelare. 
Under sin 16-åriga NHL-karriär representerade Domi klubbarna Toronto Maple Leafs, New York Rangers och Winnipeg Jets. Han gjorde sig framför allt känd som en tuff slagskämpe och lojal spelare med ett sant hjärta för sitt lag. Hans kamper mot Bob Probert är legendariska.

## Personligt
Domi har albanskt ursprung. Domi är gift med Leanne och de har 2 döttrar och en son tillsammans. Hans äldste son Max är född 1995 och spelar för Carolina Hurricanes i NHL.
Familjen bor i Toronto.

## Statistik

### Klubbkarriär
| 1986–87    | Peterborough Petes  | OHL        | 18   | 1   | 1   | 2   | 79   | 10 | 0  | 0  | 0  | 20  |
| 1987–88    | Peterborough Petes  | OHL        | 60   | 22  | 21  | 43  | 292  | 12 | 3  | 9  | 12 | 24  |
| 1988–89    | Peterborough Petes  | OHL        | 43   | 14  | 16  | 30  | 175  | 17 | 10 | 9  | 19 | 70  |
| 1989–90    | Newmarket Saints    | AHL        | 57   | 14  | 11  | 25  | 285  | —  | —  | —  | —  | —   |
| 1989–90    | Toronto Maple Leafs | NHL        | 2    | 0   | 0   | 0   | 42   | —  | —  | —  | —  | —   |
| 1990–91    | Binghamton Rangers  | AHL        | 25   | 11  | 6   | 17  | 219  | 7  | 3  | 2  | 5  | 16  |
| 1990–91    | New York Rangers    | NHL        | 28   | 1   | 0   | 1   | 185  | —  | —  | —  | —  | —   |
| 1991–92    | New York Rangers    | NHL        | 42   | 2   | 4   | 6   | 246  | 6  | 1  | 1  | 2  | 32  |
| 1992–93    | New York Rangers    | NHL        | 12   | 2   | 0   | 2   | 95   | —  | —  | —  | —  | —   |
| 1992–93    | Winnipeg Jets       | NHL        | 49   | 3   | 10  | 13  | 249  | 6  | 1  | 0  | 1  | 23  |
| 1993–94    | Winnipeg Jets       | NHL        | 81   | 8   | 11  | 19  | 347  | —  | —  | —  | —  | —   |
| 1994–95    | Winnipeg Jets       | NHL        | 31   | 4   | 4   | 8   | 128  | —  | —  | —  | —  | —   |
| 1994–95    | Toronto Maple Leafs | NHL        | 9    | 0   | 1   | 1   | 31   | 7  | 1  | 0  | 1  | 0   |
| 1995–96    | Toronto Maple Leafs | NHL        | 72   | 7   | 6   | 13  | 297  | 6  | 0  | 2  | 2  | 4   |
| 1996–97    | Toronto Maple Leafs | NHL        | 80   | 11  | 17  | 28  | 275  | —  | —  | —  | —  | —   |
| 1997–98    | Toronto Maple Leafs | NHL        | 80   | 4   | 10  | 14  | 365  | —  | —  | —  | —  | —   |
| 1998–99    | Toronto Maple Leafs | NHL        | 72   | 8   | 14  | 22  | 198  | 14 | 0  | 2  | 2  | 24  |
| 1999–00    | Toronto Maple Leafs | NHL        | 70   | 5   | 9   | 14  | 198  | 12 | 0  | 1  | 1  | 20  |
| 2000–01    | Toronto Maple Leafs | NHL        | 82   | 13  | 7   | 20  | 214  | 8  | 0  | 1  | 1  | 20  |
| 2001–02    | Toronto Maple Leafs | NHL        | 74   | 9   | 10  | 19  | 157  | 19 | 1  | 3  | 4  | 61  |
| 2002–03    | Toronto Maple Leafs | NHL        | 79   | 15  | 14  | 29  | 171  | 7  | 1  | 0  | 1  | 13  |
| 2003–04    | Toronto Maple Leafs | NHL        | 80   | 7   | 13  | 20  | 208  | 13 | 2  | 2  | 4  | 41  |
| 2005–06    | Toronto Maple Leafs | NHL        | 77   | 5   | 11  | 16  | 109  | —  | —  | —  | —  | —   |
| NHL totalt | NHL totalt          | NHL totalt | 1020 | 104 | 141 | 245 | 3515 | 98 | 7  | 12 | 19 | 238 |